# LW Большой Медведицы
LW Большой Медведицы (лат. LW Ursae Majoris) — одиночная переменная звезда в созвездии Большой Медведицы на расстоянии приблизительно 1342 световых лет (около 411 парсеков) от Солнца. Видимая звёздная величина звезды — от +10,27m до +10,22m.

## Характеристики
LW Большой Медведицы — пульсирующая переменная звезда типа Дельты Щита (DSCTC).